# Léon Bollée

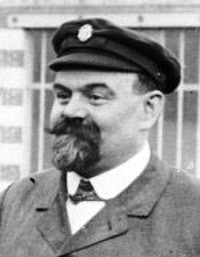

Léon Bollée (✰ Le Mans, 01 de abril de 1870;  ✝ Neuilly-sur-Seine, 16 de dezembro de 1913) foi um inventor pioneiro na construção de automóveis francês.
Léon Bollée foi tão precoce, que já em 1885, aos 14 anos, construiu um pedalinho, o qual chamou de vélocipède nautique.

## Galeria
- A calculadora mecânica de Léon Bollée.
- O triciclo Voiturette de Léon Bollée.
- Um carro de 7 lugares e 20 hp de A Léon Bollée de 1904.